# Суперкубок Аргентини з футболу
Суперкубок Аргентини з футболу, (англ. Argentine Super Cup) — клубний турнір з футболу, що проводиться в Аргентині. Учасниками змагання є чемпіоном країни та володарем кубку минулого сезону. Турнір проводиться перед початком регулярного сезону у країні. Організатором змагання є Аргентинська футбольна асоціація.

## Фінали
| Рік     | Переможець              | Рахунок              | Фіналіст             |
| ------- | ----------------------- | -------------------- | -------------------- |
| 2012    | Арсенал (Саранді)       | 0:0 пен. 4:3         | Бока Хуніорс         |
| 2013    | Велес Сарсфілд          | 1:0                  | Арсенал (Саранді)    |
| 2014    | Уракан                  | 1:0                  | Рівер Плейт          |
| 2015    | Сан-Лоренсо де Альмагро | 4:0                  | Бока Хуніорс         |
| 2016    | Ланус                   | 3:0                  | Рівер Плейт          |
| 2017    | Рівер Плейт             | 2:0                  | Бока Хуніорс         |
| 2018    | Бока Хуніорс            | 0:0 пен. 6:5         | Росаріо Сентраль     |
| 2019    | Рівер Плейт             | 5:0                  | Расінг               |
| 2020-21 | турнір не проводився    | турнір не проводився | турнір не проводився |
| 2022    | Бока Хуніорс            | 3:0                  | Патронато            |
| 2023    | Рівер Плейт             | 2:1                  | Естудьянтес          |
| 2024    |                         |                      |                      |

## Досягнення по клубам
| Клуб                    | Кількість перемог | Роки перемог     | Кількість фіналів | Роки поразок     |
| ----------------------- | ----------------- | ---------------- | ----------------- | ---------------- |
| Рівер Плейт             | 3                 | 2017, 2019, 2023 | 2                 | 2014, 2016       |
| Бока Хуніорс            | 2                 | 2018, 2022       | 3                 | 2012, 2015, 2017 |
| Арсенал (Саранді)       | 1                 | 2012             | 1                 | 2013             |
| Велес Сарсфілд          | 1                 | 2013             | -                 | -                |
| Уракан                  | 1                 | 2014             | -                 | -                |
| Сан-Лоренсо де Альмагро | 1                 | 2015             | -                 | -                |
| Ланус                   | 1                 | 2016             | -                 | -                |
| Росаріо Сентраль        | -                 | -                | 1                 | 2018             |
| Расінг                  | -                 | -                | 1                 | 2019             |
| Патронато               | -                 | -                | 1                 | 2022             |
| Естудьянтес             | -                 | -                | 1                 | 2023             |